# Илански рејон
Илански рејон (рус. Иланский район) је општински рејон у источном делу Краснојарске Покрајине, Руске Федерације.
Административни центар рејона је насеље Илански (рус. Иланский).
Кроз територију рејона пролазе комуникације од федералног значаја, као што су аутопут „Бајкал“ и Транссиберска железница. Иланска станица се налази на Транссибирској магистрали између Краснојарска и Тајшета и од Мосве је удаљена 4376 км. Прва локомотива која је овде саобраћала, сада је део музејске поставе у овом градићу. 
Удаљеност Иланског од града Краснојарска аутопутем је 279 km.
Суседне области региона су:
- север: Абански рејон
- исток: Нижњеингашки рејон
- југоисток: Иркутска област
- југ: Ирбејски рејон
- запад: Кански рејон

Укупна површина рејона је 3.780 km².
Укупан број становника рејона је 24.866 (2014).